# Ilja Kan
Ilja Abramowitsch Kan (russisch Илья Абрамович Кан; * 4. Mai 1909 in Samara; † 18. Dezember 1978) war ein sowjetischer Schachspieler. Zwischen 1929 und 1955 nahm Kan zehnmal an den sowjetischen Landesmeisterschaften teil. Seine beste Platzierung erreichte er 1929 in Odessa mit dem 3. Platz. Bei der Moskauer Meisterschaft schnitt er erfolgreicher ab. Im Jahre 1936 gewann er das Championat gemeinsam mit Wladimir Alatorzew, 1931 und 1937 wurde er jeweils Zweiter. Durch die FIDE wurde ihm 1950 der Titel Internationaler Meister verliehen. Ilja Kan lebte in Moskau und arbeitete als Advokat. Er betreute Weltmeister Michail Botwinnik 1952 und 1954 bei der Vorbereitung der WM-Kämpfe. Kan war ein bedeutender Eröffnungstheoretiker. Seine Neuerungen in der Sizilianischen Verteidigung gehörten zum Beispiel zum Repertoire von Weltmeister Anatoli Karpow. Noch in den 1970er-Jahren spielte er Turniere in Taschkent.
Seine höchste historische Elo-Zahl lag bei 2656 im Juni 1945. Nach dieser Berechnung lag er damals auf dem 15. Platz der Weltrangliste.